# Kösching
Kösching (bairisch Kesching) ist ein Markt im oberbayerischen Landkreis Eichstätt und liegt nordöstlich von Ingolstadt. Die Fläche beträgt über 5550 ha, davon 279 ha bebaut. Die Bevölkerungsanzahl beträgt rund 10.000.

## Geographie

### Lage
Kösching liegt etwa zehn Kilometer nordöstlich von Ingolstadt. Die Marktgemeinde gehört zur Planungsregion Ingolstadt und ist im Regionalplan zusammen mit der Gemeinde Großmehring als Doppelgrundzentrum eingestuft.

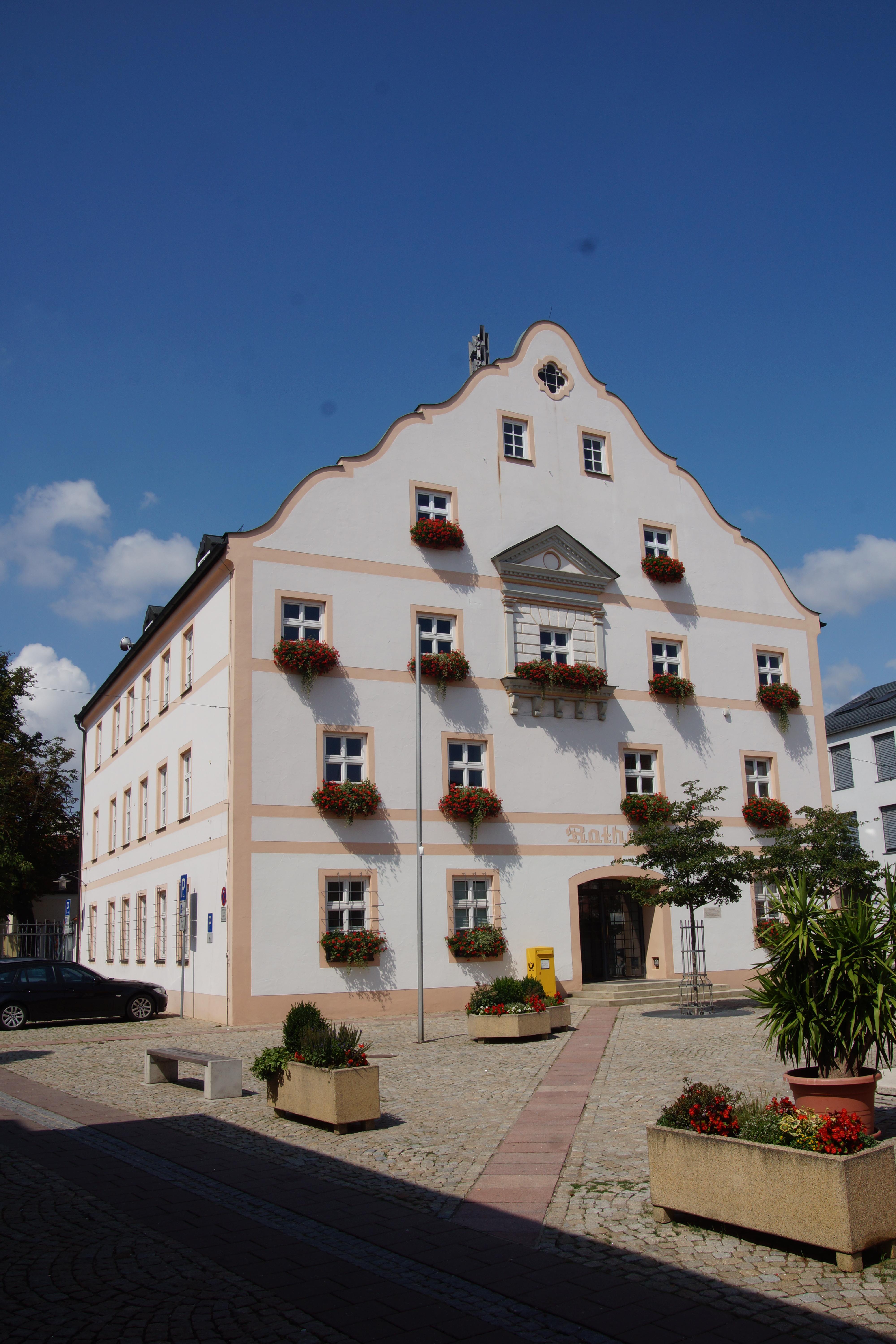
Rathaus von Kösching

### Gemeindegliederung
Es gibt sechs Gemeindeteile (in Klammern ist der Siedlungstyp angegeben):
- Bettbrunn (Pfarrdorf)
- Desching (Weiler)
- Hellmannsberg (Einöde)
- Interpark (Gewerbegebiet)
- Kasing (Pfarrdorf)
- Kösching (Hauptort)

### Nachbargemeinden
| Stammham        |                                             | Altmannstein              |
| Hepberg Lenting | Kompassrose, die auf Nachbargemeinden zeigt | Mindelstetten Oberdolling |
|                 | Ingolstadt                                  | Großmehring               |

## Geschichte

### Bis zur Gemeindegründung
Obwohl es Hinweise auf noch ältere germanische Siedlungen gibt, wird die Gründung Köschings offiziell auf das Jahr 80 n. Chr. datiert. Die Römer überquerten die Donau und gründeten das „Castellum Germanicum“, um diese natürliche Grenze gegen die Übergriffe der Germanen zu sichern. Später unterstützte das „Castellum Germanicum“ den Limes, welcher einige Kilometer weiter nördlich im Wald verlief. Um 245 wurde dieses Kastell aufgegeben. Germanische Siedlungen am nördlich gelegenen Eixelberg bestanden weiterhin. Um 895 wird erstmals der Ort „Cheskingen“ genannt und um 1000 trug der Wald bereits den Namen Keschinger Forst. 1293 fielen die Burg Kösching und der Forst an die Wittelsbacher. Noch heute befindet sich ein beträchtlicher Teil des Forstes im Besitz des Wittelsbacher Ausgleichsfonds (WAF).
Im Jahre 1310 wurde Kösching in der Landesteilungsurkunde von Herzog Ludwig IV. von Oberbayern und Pfalzgraf bei Rhein (dem späteren Kaiser Ludwig dem Bayern) zum ersten Mal als Markt urkundlich erwähnt. 1366 wurden die Rechte des Bannmarktes bestätigt. Seit dieser Zeit trägt Kösching den Titel Markt. In den Jahren 1649/50 wurde Kösching von einer Pestepidemie heimgesucht. 1651 entstand daher nach dem Ende der Pest gemäß einem Gelöbnis die „Bruderschaft des Heiligen Sebastian“. Seitdem pilgert die Bruderschaft (abgesehen von einigen Unterbrechungen) jährlich über Schambach zur Kirche des Hl. Sebastian nach Arnsberg.
1838 hatte der Ort 193 Häuser und 1133 Einwohner, 1861 510 Gebäude und 1277 Einwohner (davon 7 Mennoniten).

### 20. Jahrhundert
Den Zweiten Weltkrieg überstand Kösching, ohne allzu große Sachschäden daraus davonzutragen. Jedoch wurde der Markt anschließend von etwa 1200 Heimatvertriebenen, überwiegend aus dem Sudetenland und Ungarn, in seiner sozialen Kompetenz herausgefordert. In den folgenden Jahrzehnten wuchs Kösching zu einem größeren Ort heran.
Kösching besaß mit der gleichnamigen Station einen Eisenbahnanschluss an der Bahnstrecke Ingolstadt–Riedenburg. Personenverkehr bestand zwischen dem 1. Mai 1903 und der endgültigen Betriebseinstellung am 28. Mai 1972.

### Eingemeindungen
Im Zuge der Gebietsreform in Bayern wurde am 1. Oktober 1971 die Gemeinde Kasing eingegliedert. Am 1. Juli 1972 kam Bettbrunn hinzu.

### Einwohnerzahlen
Zwischen 1988 und 2018 wuchs der Markt von 5994 auf 9695 um 3701 Einwohner bzw. um 61,8 %.
| Ort                 | Einwohner |
| ------------------- | --------- |
| Kösching            | 8611      |
| Kasing              | 1388      |
| Bettbrunn           | 270       |
| Interpark           | 8         |
| Stand: 1. Juni 2019 |           |

 Haupt- und Zweitwohnsitze

## Politik

### Gemeinderat
Der Marktgemeinderat besteht aus dem Ersten Bürgermeister und 20 Mitgliedern. Die Gemeinderatswahl am 15. März 2020 ergab folgende Verteilung der Mandate:
- CSU 6 Sitze
- SPD 6 Sitze
- Unabhängige Wähler (UW) 6 Sitze
- Grünen 2 Sitze

### Bürgermeister
Erster Bürgermeister ist Ralf Sitzmann (UW). Er ist seit 1. Mai 2020 im Amt. Bei der Stichwahl am 29. März 2020 gewann er gegen die amtierende Bürgermeisterin Andrea Ernhofer (SPD).

### Wappen
| Wappen von Kösching | Blasonierung: „Gespalten; vorne weiß-blau gerautet (bayerische Wecken), hinten in Silber auf grünem Bogenschildfuß ein Laubbaum in natürlichen Farben.“ |
| Wappen von Kösching | Wappenbegründung: Die bayerischen Rauten weisen auf die Orts- und Landesherrschaft der bayerischen Herzöge seit 1293 hin. Zuvor waren die Burg Kösching und ein Teil des nördlich gelegenen Forstes im Besitz der Grafen von Hirschberg. Die Wittelsbacher waren schon seit dem frühen 13. Jahrhundert in Kösching begütert und konnten ihren Besitz zur bedeutendsten Grundherrschaft im Markt ausbauen. Der Baum, anfangs bewurzelt, dann aber immer aus dem Rasenboden wachsend, symbolisiert die Lage des Ortes an ausgedehnten Waldungen. Der Köschinger Forst, ein Mischwald mit Eichen- und Buchenbeständen, spielte auch als wittelsbachisches Jagdrevier eine Rolle. Die Siedlung Kösching entwickelte sich auf dem Areal eines römischen Kastells und wird 1310 erstmals als Markt bezeichnet. Das heutige Wappen führt der Markt Kösching seit dem frühen 17. Jahrhundert. Es ist zwar schon um 1562 als Holzschnitt überliefert, wird jedoch erstmals 1609 und dann ab 1640 ständig in den Siegeln verwendet. Das erste, seit dem 14. Jahrhundert geführte und 1396 erstmals, 1631/33 letztmals nachweisbare Siegel zeigte ein anderes Bild: Inmitten eines Kranzes von zehn, später sieben Bäumen steht der Rautenschild der Wittelsbacher. Die Vielzahl der Bäume brachte den Waldreichtum der Umgebung noch deutlicher zum Ausdruck. In der farbigen Darstellung von 1565 stehen die grünen Bäume im roten Feld. |

## Sehenswürdigkeiten

Marktplatz von Kösching mit Osterbrunnen und Kirche „Mariä Himmelfahrt“

Die Ausstellung im Museum Kösching veranschaulicht die regionale kontinuierliche Siedlungsgeschichte sowie das Leben seiner Menschen von der Altsteinzeit bis in die Gegenwart.
Auf Köschinger Gebiet befinden sich fünf Kirchen: die Barockkirche „Mariä Himmelfahrt“, die Peterskirche aus dem 16. Jahrhundert, die Kirche „St. Martin“ in Kasing und die Wallfahrtskirche „St. Salvator“ in Bettbrunn mit der ältesten Hostienwallfahrt seit dem Jahr 1125. 2018 wurde die evangelische Dietrich-Bonhoeffer-Kirche eingeweiht. Von Bettbrunn aus führt der Ostbayerische Jakobsweg von Regensburg kommend weiter durch den Köschinger Forst in Richtung Eichstätt. Dabei wird der Weg von verschiedenen künstlerisch gestalteten Ruhe- und Raststationen gesäumt.
Bau- und Bodendenkmäler

## Sport
- Der größte Verein Köschings ist der TSV Kösching 1897. Folgende Sportarten werden angeboten: Fußball, Badminton, Judo, Radsport, Schach, Ski, Tennis, Turnen/Gymnastik sowie Volleyball.

Auch der Spielmannszug und das zugehörige Blasorchester ist eine Abteilung des TSV 1897 Kösching e. V.
- Außerdem gibt es noch die DJK Kösching, die als reiner Tischtennisverein fungiert.
- des Weiteren gibt es außerdem noch den Schützenverein FSG Kösching
- sowie der Reit und Fahrverein Kösching
- In Kösching befindet sich zudem ein Hallenfreibad und eine Dreifachturnhalle.

## Soziale und wirtschaftliche Infrastruktur
In Kösching stehen für Kinder vier Kindergärten zur Verfügung, der Stegbach-Kindergarten und die Kindergärten „im Bogen“, Schlehenstein und Kasing. Weiterhin gibt es eine Montessori-Kinderkrippe sowie einen Kinderhort. Im Ort befinden sich drei Schulen die Rudolph Winterstein Volksschule, die Montessori-Grundschule und die Realschule Kösching.
Neben einem Seniorenwohnheim mit Pflegestation gibt es in Kösching eine Caritas Sozialstation, eine Rettungswache des Bayerischen Roten Kreuzes und das Kreiskrankenhaus für den Landkreis Eichstätt, das den Rang einer Klinik hat.
Daneben gibt es in Kösching eine Vielzahl von Einkaufsmöglichkeiten. Seit 1990 ist Kösching an den Ingolstädter Verkehrsverbund INVG angeschlossen und wurde 2005 zusammen mit der Nachbargemeinde Großmehring als wirtschaftliches Unterzentrum eingestuft.

## Persönlichkeiten
- Wolfgang Walcher (um 1459 – 18. Juni 1518), Benediktiner und Abt in Salzburg, Gutsverwalter, Kellermeister und Übersetzer in Dornbach
- Theodor Grünberger (1756–1820), in Bettbrunn geborener Komponist, Organist, Augustinermönch, Priester
- Ferdinand Ott (1851–1928), Maler, Köschinger Chronist, Römer- und Limesforscher
- Josef Maier (1881–1957), Maurer, Römerforscher, erster Ehrenbürger Köschings
- Richard Scheringer (1904–1986), kommunistischer Politiker
- Knut Schnurer (1920–2007), Maler
- Rudolf Winterstein (1920–2000), Heimatpfleger
- Johann Scheringer (* 1936), Politiker (Die Linke)
- Edmund Stöhr (* 1956), ehemaliger Fußballspieler und ehemaliger Fußballtrainer
- Johanna Scheringer-Wright (* 1963), Politikerin (Die Linke), Landtagsabgeordnete in Thüringen
- Andreas Hartmann (* 1977), Althistoriker und Hochschullehrer
- Serkan Atak (* 1984), deutsch-türkischer Fußballspieler
- Cüneyt Köz (* 1992), deutsch-türkischer Fußballspieler
- Enrique Bösl (* 2004), deutsch-dominikanischer Fußballspieler
- Marian Bauer (* 2005), deutscher Eishockeyspieler

## Ortsneckname
Ortsneckname der Köschinger ist Mantelflicker.